# Cantón de Hojancha
Hojancha es el undécimo cantón de la provincia de Guanacaste, en Costa Rica y está ubicado en el extremo sur de la península de Nicoya. Es el cantón de más reciente creación de la provincia.

## Toponimia
El origen del nombre se debe a un árbol localizado en la región, que los indígenas denominaron de Hoja Ancha, por el tamaño de sus hojas.[cita requerida]

## Historia
En la época precolombina el territorio que actualmente corresponde al cantón de Hojancha formó parte de una de los territorios de los indígenas chorotegas, ubicada en la península de Nicoya, cuyos dominios llegaban hasta el lago de Nicaragua, constituida por varios pueblos o señoríos.
Los primeros pobladores que llegaron a la región, en 1910 provenían de Matambú y de los cantones de San Ramón, Atenas y Palmares entre los cuales estaban las familias de los señores Barrantes, Bermúdez, Guzmán, Mora, Quesada, Quirós, Venegas entre otras.
La primera escuela se estableció en 1914, en la primera administración de don Ricardo Jiménez Oreamuno, con el nombre de Escuela Nosara.
La escuela se abrió gracias a la iniciativa de don Victoriano Mena, el cual logró que Gregorio Alemán donara el terreno para la construcción a unos 415 metros del río Nosara. La escuela contaba con un aula, piso de madera, forro de madera y tejado de paja. El primer mobiliario fueron tablas sobre burras, tanto para escribir como para sentarse. En 1922, durante la gestión de Joaquín García Monge como Ministro de Educación Pública, se solicitó apoyo a dicho ministerio, que donó 200 colones. Con estos fondos, la escuela adquirió pupitres bipersonales y un gran armario, el cual aún se conserva y lleva el nombre de este educador.
Esta escuelita prestó sus servicios por un lapso de 27 años. El primer maestro fue el nicoyano don José Domingo Cárdenas, quien laboró durante 4 meses. Tiempo después, en 1940 se inauguró un nuevo centro educativo como Escuela Victoriano Mena Mena. El Colegio Técnico Profesional Agropecuario de Hojancha inició sus actividades docentes en 1972, en la segunda administración de don José Figueres Ferrer. La primera iglesia se construyó en 1925, ubicada donde se encuentra el actual templo. Años más tarde, al notar los feligreses que había quedado pequeña, se unieron y cooperaron para construir una más amplia, logrando también conseguir un hermoso altar en madera.
Una vez que este lugar fue nombrado parroquia, se vio en la necesidad de construir un templo de mayor capacidad, y fue en el 19 de marzo de 1969 que el Monseñor Román Arrieta colocó la primera piedra.
Los trabajos se iniciaron el 7 de febrero de 1965 con la ayuda de los vecinos de toda la parroquia, concluyendo con la construcción de tan bella obra.
Se consagró el 1 de mayo de 1972, por Monseñor Arrieta, en un acto solemne y muy lucido. Las imágenes de San José, la Inmaculada, el Santo Cristo, el Sagrario y los ornamentos fueron traídos de España.
Por solicitud del Padre Vara ante la Madre Josefina Mesa Maya de la Congregación de las Hermanas Terciarias Capuchinas de la Sagrada Familia, de Desamparados, logró que ésta Congregación destacara sus hermanos en esta parroquia.
Fue así como el 6 de marzo de 1972, llegaron las primeras Hermanas a trabajar durante tres años.
La cañería se inauguró en 1957 en el primer gobierno de don José Figueres Ferrer. En el gobierno de don Francisco Orlich Bolmarich, en decreto ejecutivo n.º 12 de 31 de marzo de 1966, se creó el distrito Hoja Ancha (sic) como cuarto del cantón Nicoya, designándose como cabecera de población del mismo nombre. En ley n.º 4887, de 2 de noviembre de 1971 en la segunda administración de Don José Figueres Ferrer, se le concedió el título de cantón a la población de Hojancha, y de villa a su cabecera. Posteriormente le confirió a la villa la categoría de ciudad, por ser cabecera de cantón.
El alumbrado público eléctrico se instaló en 1972.
El 1 de mayo de 1974, tres años después de creado el cantón, se llevó a cabo la primera sesión del Consejo de Hojancha, integrado por los regidores propietarios señores Ángel Marín Madrigal, Presidente; Jorge Quirós Rodríguez, Vicepresidente; Jerónimo Rojas Campos, Saúl Guzmán Salas; y Napoleón Parrales Jiménez. El Ejecutivo Municipal fue don Diego Barrantes Gamboa y la Secretaria Municipal Marielos Rodríguez Paniagua.

### Cantonato
Al referirse a la fundación del cantonato de Hojancha, tenemos que remontarnos a los antecedentes de este acontecimiento. Antes del año 1961, Hojancha era un poblado perteneciente al distrito primero del cantón de Nicoya.
En esos tiempos llegar a Hojancha en invierno era una dura tarea, por eso en la época de veranos, una vez secos los caminos, eran repasados por el tractor del señor Juan Vargas de Nicoya, quien cobraba la suma de ₡20 (Colones) a la hora por sus servicios.
Hojancha, eso sí, siempre ha sido una región muy católica y colaboraba con el padre Misionero Román Arrieta Villalobos en su campaña, para construir el Seminario Menor de Tacares de Grecia.
Todos los años el corral se llenaba de reses, junto a la casa del señor Régulo Barrantes Hidalgo, animales que eran donados al Seminario. Todo esto hizo que el Padre Arrieta se interesara por conseguir por parte de Monseñor Juan Vicente Solís, Obispo de Alajuela la creación de la Parroquia de Hojancha en el año 1961; y con ello el nombramiento del Padre Luis Vara Carro.
Con la llegada del padre Luis, da inicio la organización de Hojancha y sus alrededores.
Surge la Hermandad Parroquial, primer comité de apoyo constituido por el Padre Vara, en reunión de vecinos, cuyo presidente lo fue el señor Julio Esquivel.
Dicho comité llevó a cabo una labor social muy importante dirigida por su cura párroco y en 1964, se logró una donación de un tractor por parte de C.A.R.E., para el arreglo de caminos de la zona, y la parroquia adquiere una vagoneta, para realizar los mismos trabajos.
En el año 1962, se logra rastrear por primera vez el camino a Mansión, con la ayuda de grandes cantidades de carretas y peones realizando diferentes actividades, todos en forma gratuita.
Ya en el año de 1965, se inauguró el gobierno de Don Francisco Orlich, la carretera por donde hoy día, está pavimentada.
El padre Vara, impulsa la titulación de tierras por parte del I.T.C.O., con el primer representante al Consejo Municipal de Nicoya señor Régulo Barrantes Hidalgo, seguido posteriormente por el Profesor Guido Durán Fallas. Una vez declarado Distrito Administrativo a este territorio, La Asociación de Desarrollo, con el Presbítero Luis Vara Carro a la cabeza, dan la lucha por el cantonato; fue así como el padre comenzó a organizar toda la población por medio del púlpito, para motivar a todos los feligreses para dar pelea, por medio de viajes a la Asamblea Legislativa, con buses repletos de habitantes de la región portando pancartas solicitando, la aprobación de la ley que nos declarara como el undécimo cantón de la provincia de Guanacaste, fueron muchos los esfuerzos , los viajes en bus a San José de parte de los conciudadanos para ejercer la presión necesaria ante los diputados. Debo agregar que el proyecto de ley, para conseguir este cantonato fue apoyado por el diputado de grata memoria Daniel Barrantes Campos y compañeros de la fracción del gobierno.
Aquí participaban todas las organizaciones que por este tiempo existían, como grupos musicales y muchos más, así como muchas anécdotas surgidas en este momento.
Fue así que el 2 de noviembre de 1971 - por medio de la ley n.º 4887, en la segunda administración de José Figueres Ferrer, se le concedió el título de cantón a la población de Hojancha y de Villa a su cabecera del cantón.
El 1 de mayo de 1974, tres años después del creado cantón, se llevó a cabo la primera sesión del Consejo Municipal de Hojancha, precisamente en la casa que está al costado este del actual edificio municipal.
En ley No 4887, del 2 de noviembre de 1971, Hojancha se constituyó como cantón número once de la provincia Guanacaste; como cabecera se asignó la villa del mismo nombre. En la ley no se indicaron los distritos de este nuevo cantón.
Hojancha procede del cantón de Nicoya, establecido este último en ley N.º 36 del 7 de diciembre de 1848.
El más reciente cantón guanacasteco fue fundado el 2 de noviembre de 1971. Desde ese año y hasta agosto de 1999 Hojancha había estado constituida por un distrito único. En la actualidad el cantón se compone de cinco distritos.

## Ubicación
Colinda con los cantones de Nicoya y Nandayure, y posee una estrecha salida al mar al suroeste en Puerto Carrillo. Su cabecera es la ciudad de Hojancha.
Sus límites son:
- Norte y Oeste: Nicoya
- Este: Nandayure
- Sur: Océano Pacífico

## Geografía
Cantón de Hojancha cuenta con un área de 262,99 km² y una altitud media de 614 m s. n. m.
Es el cantón más pequeño de la provincia por su extensión territorial.

## División administrativa
Los distritos de Hojancha son:
1. Hojancha.
2. Monte Romo.
3. Puerto Carrillo.
4. Huacas.
5. Matambú.

## Demografía
Para el año 2022, Cantón de Hojancha cuenta con una población estimada de 8224 habitantes, y para el último censo efectuado, en 2011, Cantón de Hojancha contaba con una población de 7197 habitantes.
De acuerdo al censo Nacional del 2011, la población del cantón era de 7.197 habitantes, de los cuales, el 2,6% nació en el extranjero. El mismo censo destaca que había 2.028 viviendas ocupadas, de las cuales, el 58,1% se encontraba en buen estado y que había problemas de hacinamiento en el 3,0% de las viviendas. El 24,3% de sus habitantes vivían en áreas urbanas.
Entre otros datos, el nivel de alfabetismo del cantón es del 96,5%, con una escolaridad promedio de 7,2 años.
El mismo censo detalla que la población económicamente activa se distribuye de la siguiente manera:
- Sector Primario: 32,7%
- Sector Secundario: 12,5%
- Sector Terciario: 54,8%

## Economía
Hojancha se destaca por ser líder en el cultivo de café en toda la zona guanacasteca, y se ha visto poco a poco beneficiado por un auge turístico. Las playas de Camaronal, Carrillo Sámara se encuentran a pocos kilómetros de la cabecera del cantón. La playa Carrillo, que pertenece a Hojancha, es considerada una de las más bellas del país.

## Conservación natural
Se le considera como "el cantón forestal", debido a su gran desarrollo en establecimiento, manejo y aprovechamiento de plantaciones forestales. Asimismo, goza de gran prestigio nacional por la buena participación y coordinación de las instituciones del cantón en actividades productivas y de conservación. Un buen ejemplo de esto último es la creación y administración de la Reserva Natural Monte Alto.